# Ambrózy Béla (méhész)
Báró sédeni Ambrózy Béla (Temesgyarmat, 1838 – Temesvár, 1911. január 18.) földbirtokos, katonatiszt, császári és királyi kamarás, országgyűlési képviselő, a magyar méhészet egyik megalapítója, a híres Ambrózy család egyik tagja.

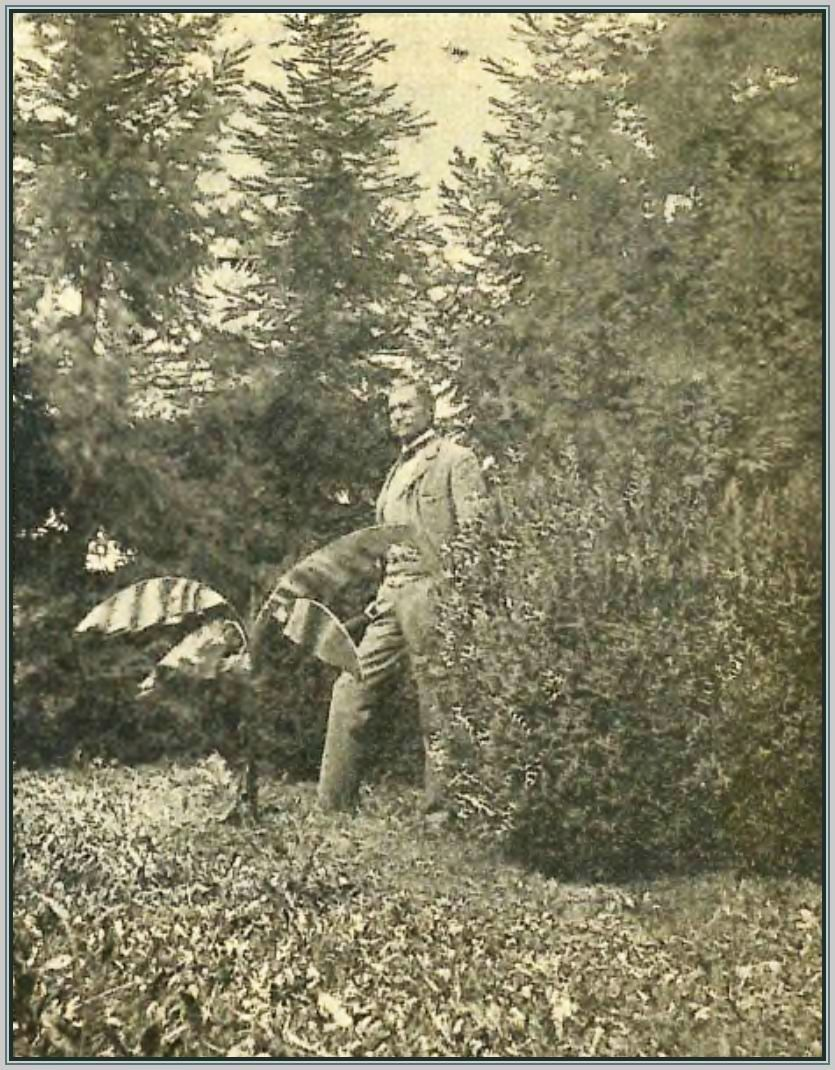
Ambrózy Béla báró a kertjében, 1905

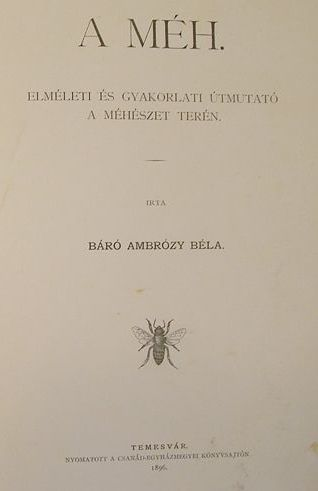
Könyvének borítója

## Családja
Apja: Ambrózy György báró, országgyűlési követ, később Temes vármegye másodalispánja, császári és királyi kamarás. Édesanyja borosjenői Muslay Izabella (1820 – Abbázia, 1906. július 24.), testvérei Gizella és Mária.
Ambrózy Béla 1889-ben örökbe fogadta Vetter Andort, aki számára királyi jóváhagyást nyert a név, cím és címer átruházására.

## Életpályája
Iskoláit Temesváron kezdte, 1853-tól a bécsi polytechnikumban tanult, de 1855-ben abbahagyta és tizenhét évesen belépett a hadseregbe. A 2. dzsidásezrednél hadnagy lett, majd rövid idő múlva az Itáliában állomásozó 1. huszárezredhez került. Az osztrák hadsereg tisztjeként aktívan részt vett az 1859-es olaszországi hadjáratban, ahol a csaták közti pihenőkben megismerkedett a méhészettel. Ekkor határozta el, hogy otthon majd ennek szenteli az életét.
1862-ben leszerelt, apja Vas és Temes megyei birtokán gazdálkodott. Az adósságokkal terhelt temesi birtokot a gazdaság mintaszerű irányítása által aránylag rövid idő alatt sikerült kiemelnie a fenyegető kritikus helyzetből. Példaadásával és a magával hozott maroknyi lucernamaggal új kereseti lehetőséget biztosított a falu nagyobb részt sváb parasztgazdái számára is. Vas megyében, a szomszédos kámoni birtokos, Sághy Mihály híres méhész biztatására Magyaróváron és a Hohenheimi gazdasági akadémián gazdasági tanfolyamot végzett (1862). 1866-ban ismét vállalt katonai szerepet. A kiegyezéskor századosként végleg leszerelt. 1867-ben hosszas európai körutazást tett. Hazatérve apja Vas megyei birtokait kezelte annak rövidesen bekövetkező haláláig. A lipcsei egyetemen nemzetgazdasági tanulmányokat folytatott (1868). Temes vármegyei birtokán méhészetet alapított, de igazán csak 1870-ben határozta el magát az „okszerű méhészkedésre”. Ekkor tapasztalatcsere céljából felkereste Eichstättben Andreas Schmidet, Lüneburgban Gustav Dathét, és felkereste a méhészeti tekintély Jan Dzierżont. Seebergenből (Türingia) Karl Günthertől mintakaptárakat rendelt, 1871-ben már „próbarajokat küldött külföldre”. Krajnai méhrajokkal kezdte a nevelést, 1873-tól azonban már csak bánáti méhekkel foglalkozott.
1874-ben megalapította 90 taggal együtt a Temes vármegyei Gazdasági Egyesületet, melynek „vagyonát 40 ezer koronával és egy 10 holdas amerikai szőlőteleppel gyarapította”. Az egyesület elnöke volt 1874–1902 között. Ezután „negyedévszázados aktivitása” elismeréseként díszelnökké választották és megfestették arcképét. 70. életéve betöltésekor, 1908-ban pedig bensőséges ünnepséggel köszöntötte a szervezet, amelyet a 20. század első évtizedében unokaöccse, Ambrózy Lajos irányított.
1875-ben alapító tagként belépett a Grand Miklós (1837–1893) által létrehozott Délmagyarországi Méhészegyletbe, és annak lapjában az Ungarische Biene-be is dolgozott, ahogy írja: „...itt voltak első összeütközéseim, melyek – sajnosan – nem mindig glacékeztyűkkel folytak”.
1876-ban ismét visszalépett a seregbe, és a szerb–török háborúban mint írja „a török zsarnokság és a buta szűkkeblűség ellen a szerbek szabadságáért” harcolt.
Már 1844-től kezdve a méhészegyesületek egész sora szerveződött Magyarországon, de az országos hatáskörű egyesület 1878-ban megkezdett agitációval csak 1879-ben alakult meg Magyar Országos Méhészeti Egyesület néven. Az elnöki székért tartott választásban egy szavazattal maradt el Göndöcs Benedek mögött, ugyanakkor tiszteletbeli alelnökké megválasztották (tb. alelnök: 1878–1888; elnök: 1888–1891). A Méhészeti Lapokba cikkeket írt. 1880-tól a Magyar Méh című lap társszerkesztője Grand Miklós mellett.
1882-ben Károlyi Gyula gróf felterjesztésére a Magyar Szent Korona Országai Vöröskereszt Egyesülete megbízottja lett az ország déli és nyugati részén, majd 1884-től már főmegbízottként közvetlenül Károly Lajos királyi herceg személye mellé osztották be (1895-ig viselte a tisztséget).
1884. október 2-ától, a szerb–bolgár hadjáratban egy vöröskeresztes egészségügyi hadoszlopot vezetett saját költségén Szerbiába, majd Bulgáriába, a törökök ellen viselt háborúban megsebesült délszláv katonák segélyezésére. A négy és fél hónapos, hideggel és nélkülözéssel teli szolgálat alatt súlyosan megbetegedett, február 14-én érkezett haza, és még 10 hónapig kórházban feküdt.
38 éves méhészkedése alatt szinte minden vándorgyűlésen és kiállításon megjelent, és előadást tartott, illetve díjakat nyert. (Főbb méhészeti kiállítások Bécsben – 1872, 1903; Budapesten – 1896; és Párizsban – 1900). Az 1885. évi budapesti általános országos kiállításon mint kiállító vett részt, a párhuzamosan megrendezett méhészeti kongresszusnak pedig az elnöki tisztét töltötte be.
1886-ban Franciaország, Belgium és Hollandia területén a víz ellen való védekezést tanulmányozta, Franciaországban pedig még külön a hadikórházak helyzetét és kezelését is megvizsgálta. 1910-ben aranyérmet kapott a magyar méhészet terén kifejtett több évtizedes munkássága elismeréséül.
1887–1896 között, két cikluson át a Szabadelvű Párt országgyűlési képviselője, valamint a képviselőház könyvtári bizottságának tagja volt.
Viták után 1889-ben megalakult a Magyar Méhészek Egyesülete, amely fuzionált a Dél-magyarországi Méhész Egyesülettel, s elnökül Ambrózyt választották meg, aki azonban csak 1891-ig viselte e tisztet, amikor lemondott. Rövid elnöksége alatt is sokat tett annak érdekében, hogy a helyi egyesületek beleolvadjanak az országos összefogásba. 1892. április 7-én végül az összes magyar méhész szakmai és érdekképviselet Országos Magyar Méhészeti Egyesület (OMME) néven egy szervezetbe tömörült.
1896-ban Darányi Ignác kinevezte a földmívelésügyi minisztériumba méhtenyésztési szaktanácsadónak, mely kinevezést az őt követő miniszterek is fenntartottak. Ambrózy a korszerű, európai szintű méhészet egyik magyarországi képviselője, nyugati tapasztalatai alapján a vándorméhészet és a vándorlásra alkalmas ún. kettős ikerkaptár elterjesztője. Eredményeinek köszönhetően az egy méhcsalád után 1889-ben elért 5-6 kg-os mézhozam 33–35 kg-ra emelkedhetett. Tapasztalatait, tanácsait cikkeiben és több kiadást megért fő művében fejtette ki.
Erőfeszítéseiben, előremutató törekvéseiben legközelebbi támogatójává, munkatársává és barátjává a Buziáson méhészkedő Grand Miklós (1837–1893) néptanító vált, aki Temes, Torontál, Krassó-Szörény, Bács-Bodrog, Arad, Csanád megyékben „minden községben iskolai méheseket hozott létre”. A Földmívelésügyi Minisztérium Ambrózy Béla közbenjárására és szorgalmazására nevezte ki Grand Miklóst 1882-ben méhészeti vándortanítónak, majd 1885-ben a méhészeti vándortanítói intézmény országos szakfelügyelőjének és vezetőjének. „Furcsa barátság volt ez. A néptanító és a főnemes, áthidalva az óriási társadalmi szakadékot, egymást segítve emelték megillető helyére a magyar méhészetet.”
Gödöllőn 1902. június 1-jén a koronauradalomból elkerített 40 holdas területen a magyar méhészet fejlesztése céljából Magyar Királyi Méhészeti és Gazdasági Szakiskolát valamint 280 méhcsaláddal méhészeti mintagazdaságot nyitottak. Az avató ünnepségen báró Ambrózy Béla is részt vett s beszédet tartott.
1870-től a bánáti ágostai hitvallású evangélikus esperesség felügyelője volt.
1872-ben cs. és kir. kamarás lett, 1887-ben a III. oszt. vaskorona-rendet, 1896-ban a Lipót-rend lovagkeresztjét és 1898-ban a Ferenc József-rend középkeresztjét kapta.

## Művei
A Földmívelési Érdekeink munkatársa (1873–1874), az Ungarische Biene (Grand Miklóssal, 1875–1880) és a Magyar Méh szerkesztője (Grand Miklóssal, 1880-tól). Cikkeit a Méhészeti Lapok, a párizsi Agriculteur és az Eichstädter Bienen-Zeitung is közölte. A kisállattenyésztés terén is publikált, a Gallus című szaklapban a nyúlászati rovatot vezette.
Fő műve a Temesváron 1896-ban megjelent A méh című könyv, melyet korábban a Magyar Méh 1881–1884. évfolyamaiban is sorozatként közzétettek. Előszavában írt sorai szerint: „A méhekkel Olaszország Conegliano nevű kisvárosában, 1859-ben mint huszártiszt Pietro Gardini házigazdámnál ismerkedtem meg először. 1866-ban már egy kis méhesem volt Vas vármegyében, hol Sághy Mihály kámoni birtokos és lelkes méhész gyakorlati útmutatásainak nagyon sokat köszönhettem. 1867-ben lejöttem Temes vármegyébe s itt 1870-ben már 300 kaptár méhem volt, melyeket 1872-ben 1280-ra szaporítottam föl. Ez időtől kezdve évről-évre hanyatlott állományom, mivel az 1876-ik és 1880-ik éveket kivéve, méheim nem igen rajoztak. Számítva annak a tényét, hogy minden esztendőben sok száz rajt és anyát szállítottam külföldre, továbbá, hogy az évek a méhészetre nem is voltak kedvezők, csak a legnagyobb erőfeszítéssel és a méhészeti tudomány minden fortélyának alkalmazásával tudtam csak 7–800 méhcsaláddal fönntartani magamat. Méhészetemet egyúttal a dinnyetermeléssel kapcsoltam össze, melynek dús tartalmú virágaival iparkodtam a mézelés viszonyaira hatni; de másrészt a dinnye értékesítésével is szaporodtak jövedelmeim. (Temesgyarmata, 1896)” A második kiadást 8 évvel később (1905-ben), nagyon sok ábrával egészítette ki, melyeket Wytopil Ferenc „hírneves festő”rajzolt.
Halála után, 1914-ben kiadták a (több szerző által) bővített, harmadik kiadást, melynek kiadási jogát Ambrózy hagyatékából Serényi Béla földmívelésügyi miniszter vásárolta meg, és ugyanakkor elrendelte, hogy az ebből keletkező bevételeket az Országos Magyar Méhészeti Egyesületnél közadakozásból alapított „Báró Ambrózy Béla Alapítvány” támogatására fordítsák.

## Emlékezete
- Kortársai, a sajtó és a köznyelv szenvedélyes ügyszeretete miatt „édes bárónak”, ill. „mézes bárónak” nevezte.
- 2014 januárjától a temesvári evangélikus templomban emléktábla őrzi emlékét. Az emléktáblát a báró Ambrózy Béla Mézlovagrend és az Ambrózy Béla báró Méhész és Környezetvédő Egyesület állította a névadó tiszteletére.